# グラント・ヨハネセン

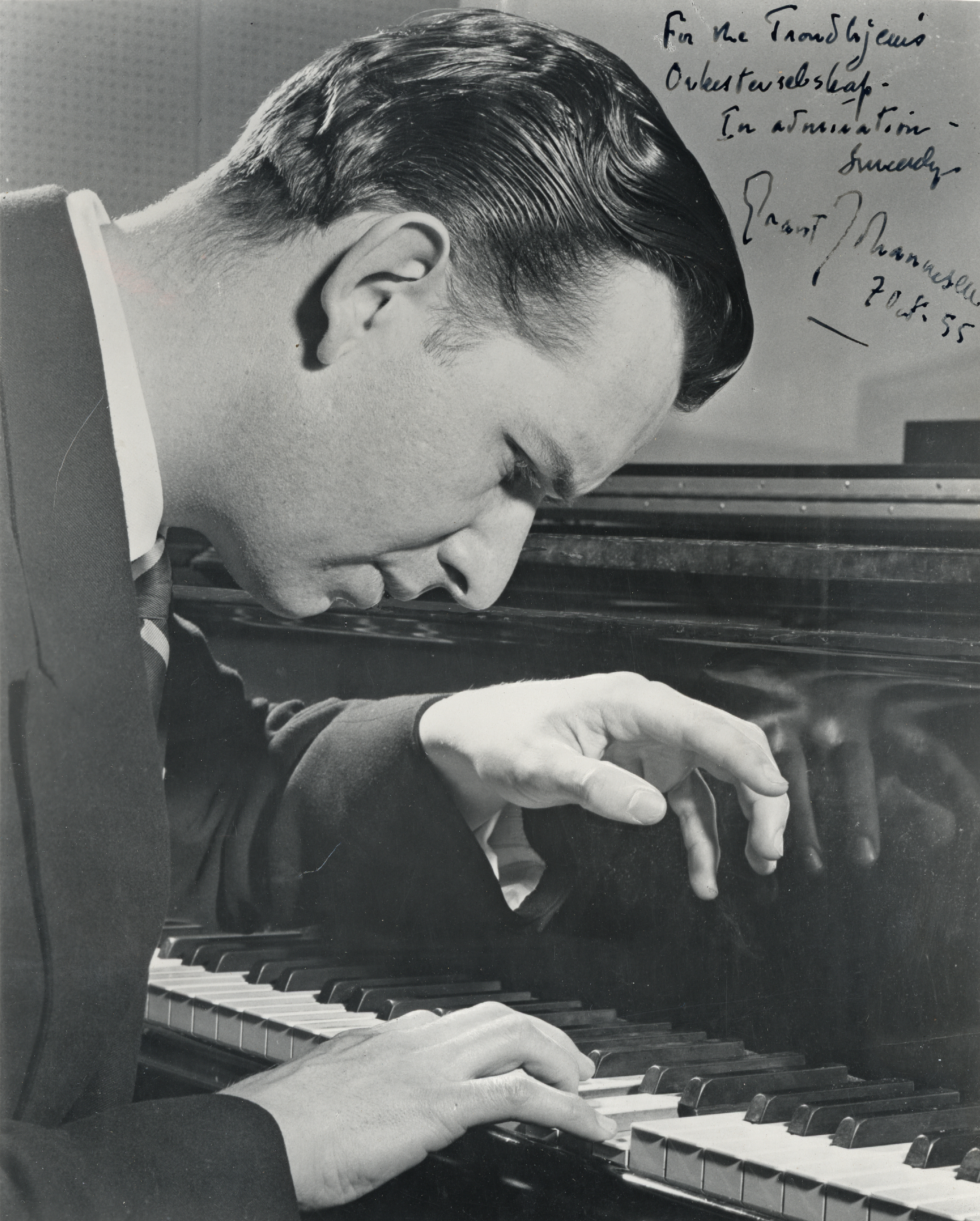
グラント・ヨハネセン (1955年)

グラント・ヨハネセン（Grant Johannesen, 1921年7月30日 - 2005年3月27日）は、アメリカ出身のピアノ奏者。

## 概要
ソルトレイクシティの生まれ。5歳の頃、隣人のピアノ教師が弾くピアノの弾き方の真似をすることでピアノに親しんだ。1941年にプリンストン大学に進学してロベール・カサドシュに師事し、コーネル大学でもエゴン・ペトリの薫陶を受けた。また音楽理論をロジャー・セッションズやナディア・ブーランジェ等に教わっている。1944年からコンサート活動をするようになり、1949年にはオステンド国際ピアノ・コンクールで優勝した。1956年及びその翌年にはディミトリ・ミトロプーロスの指揮するニューヨーク・フィルハーモニー交響楽団とヨーロッパ・ツアーを行い、好評を博した。その後、ジョージ・セルの指揮するクリーヴランド管弦楽団のヨーロッパ・ツアーでもソリストとして参加し、モーリス・アブラヴァネルの指揮するユタ交響楽団とも度々共演した。結婚は二度しており、最初の妻は、作曲家のヘレン・テイラーで、1943年から1950年にテイラーが交通事故死するまで婚姻関係が続いた。二度目の妻はザラ・ネルソヴァで、1963年から1973年まで婚姻関係を継続した。
1960年から1966年までアスペン音楽学校で教鞭をとり、1973年からクリーヴランド音楽院でも教えた。1974年から同音楽院の音楽監督となり、1977年から1985年に退官するまで学長を務めた。。また、マネス音楽大学やモーツァルテウム音楽院でも後進の指導に当たった。
ベルリンにて死去。

## 註
1. ↑  アーカイブ 2019年3月3日 - ウェイバックマシン
2. ↑  Howard, Rebecca C. (2005年3月29日). “Grant Johannesen, famed pianist from Utah, dies at 83”. Deseret News.  オリジナルの2016年1月5日時点におけるアーカイブ。 2016年1月5日閲覧。
3. ↑  ミュンヘン近郊の友人宅で倒れたという情報もある。〔Kozinn, Allan (2005年3月29日). “Grant Johannesen, Unorthodox Pianist, Is Dead at 83”. New York Times.  オリジナルの2016年1月5日時点におけるアーカイブ。 2016年1月5日閲覧。〕